# John Wise (Pfarrer)
John Wise (* August 1652 in Roxbury, Massachusetts; † 8. April 1725 in Ipswich, Massachusetts) war ein nordamerikanischer Pfarrer und Schriftsteller.

## Leben
Wise war der Sohn eines Leibeigenen. Durch Mäzene gefördert, schaffte er es zu einem Studium der Theologie. Nach Abschluss seines Studiums wurde er Pfarrer in verschiedenen Gemeinden in Connecticut und Massachusetts.
Zur Berühmtheit wurde Wise, als er in den berüchtigten Hexenprozessen von Salem 1692 für die Angeklagten eintrat. Damit griff er die bislang allgemein gültige Kirchenpolitik auf amerikanischem Boden an.
Große Themen seines Werkes sind der natürliche Status des Menschen und ein funktionierendes Gemeinwesen. Seine Ideen und Forderungen beeinflussten die Konzeption der Unabhängigkeitserklärung der Vereinigten Staaten von Amerika, da alle Gründerväter John Wise und sein Werk kannten.
Am 8. April 1725 starb John Wise in Ipswich (Massachusetts).

## Werke
- The churches quarrel espoused. 1710
- A friendly check from a kind relation. 1721
- A vindication of the government of the New-England churches. 1717
- A word of comfort to a melancholy country. 1721